# Pseudostaffellidae
Pseudostaffellidae es una familia de foraminíferos bentónicos cuyos taxones han sido incluidos tradicionalmente en la familia Ozawainellidae, de la superfamilia Fusulinoidea, del suborden Fusulinina y del orden Fusulinida. Su rango cronoestratigráfico abarca desde el Viseense (Carbonífero inferior) hasta el Murgabiense (Pérmico superior).

## Discusión
Clasificaciones más recientes incluyen Pseudostaffellidae en la superfamilia Ozawainelloidea, y en la subclase Fusulinana de la clase Fusulinata.

## Clasificación
Pseudostaffellidae incluye a las siguientes subfamilia y géneros:
- Subfamilia Pseudostaffellinae
  - Chomatomediocris †
  - Eostaffella †
  - Hubeiella †
  - Kangvarella †
  - Mediocris †
  - Neostaffella †
  - Ninella †
  - Plectomediocris †
  - Plectomillerella †
  - Primoriina †
  - Pseudoendothyra †
  - Pseudostaffella †
  - Quydatella †
  - Rauserella †
  - Shouguania †
  - Toriyamaia †

En también se ha considerado la siguiente subfamilia y géneros:
- Subfamilia Millerellinae
  - Millerella †, anteriormente en la subfamilia Ozawainellinae
  - Novella †, anteriormente en la subfamilia Loeblichiinae de la familia Loeblichiidae
  - Plectomillerella †, anteriormente en la subfamilia Pseudostaffellinae
  - Pseudoacutella †
  - Pseudonovella †, anteriormente en la subfamilia Ozawainellinae
  - Rectomillerella †, anteriormente en la subfamilia Ozawainellinae
  - Seminovella †, anteriormente en la subfamilia Loeblichiinae de la familia Loeblichiidae
  - Zellerinella †, anteriormente en la subfamilia Endothyrinae de la familia Endothyridae

Otros géneros considerados en Pseudostaffellidae son:
- Acutella † de la subfamilia Pseudostaffellinae, considerado subgénero de Eostaffella, es decir, Eostaffella (Acutella), pero considerado nomen nudum
- Atetsuella † de la subfamilia Pseudostaffellinae, aceptado como Pseudostaffella
- Bithurammina † de la subfamilia Pseudostaffellinae
- Chernousovella † de la subfamilia Pseudostaffellinae, aceptado como Paramillerella
- Chomatomediocris † de la subfamilia Pseudostaffellinae, considerado subgénero de Mediocris, es decir, Mediocris (Chomatomediocris)
- Eoparastaffella † de la subfamilia Pseudostaffellinae, considerado subgénero de Parastaffella, es decir, Parastaffella (Eoparastaffella)
- Eoparastaffellina † de la subfamilia Pseudostaffellinae, aceptado como Pseudoendothyra
- Eoplectostaffella † de la subfamilia Pseudostaffellinae, considerado subgénero de Eostaffella, es decir, Eostaffella (Eoplectostaffella)
- Eostaffellina † de la subfamilia Pseudostaffellinae, considerado subgénero de Eostaffella, es decir, Eostaffella (Eostaffellina)
- Ikensieformis † de la subfamilia Pseudostaffellinae, considerado subgénero de Eostaffella, es decir, Eostaffella (Ikensieformis)
- Millerella † de la subfamilia Pseudostaffellinae, considerado subgénero de Eostaffella, es decir, Eostaffella (Millerella)
- Palaeostaffella † de la subfamilia Pseudostaffellinae, considerado subgénero de Pseudoendothyra, es decir, Pseudoendothyra (Palaeostaffella)
- Paramillerella †, considerado subgénero de Eostaffella, Eostaffella (Paramillerella)
- Parastaffella † de la subfamilia Pseudostaffellinae, aceptado como Pseudoendothyra
- Parastaffelloides † de la subfamilia Pseudostaffellinae, aceptado como Pseudoendothyra
- Plectostaffella † de la subfamilia Pseudostaffellinae, considerado subgénero de Eostaffella, es decir, Eostaffella (Plectostaffella), y aceptado como Pseudostaffella
- Praemisellina † de la subfamilia Pseudostaffellinae, aceptado como Pseudoendothyra
- Schubertina † de la subfamilia Pseudostaffellinae, aceptado como Quydatella
- Semistaffella † de la subfamilia Pseudostaffellinae, aceptado como subgénero de Pseudostaffella, es decir, Pseudostaffella (Semistaffella)
- Staffelloides † de la subfamilia Pseudostaffellinae, aceptado como Pseudoendothyra
- Volgella † de la subfamilia Pseudostaffellinae, aceptado como subgénero de Pseudoendothyra, es decir, Pseudoendothyra (Volgella)
- Zellerina † de la subfamilia Millerellinae, propuesto como nombre sustituto de Zellerinella